# Actinium
Actinium ist ein radioaktives chemisches Element mit dem Elementsymbol Ac und der Ordnungszahl 89. Im Periodensystem der Elemente steht es in der 3. IUPAC-Gruppe, der Scandiumgruppe. Das Element ist ein Metall und gehört zur 7. Periode, d-Block. Es ist der Namensgeber der Gruppe der Actinoide, der ihm folgenden 14 Elemente.

## Geschichte

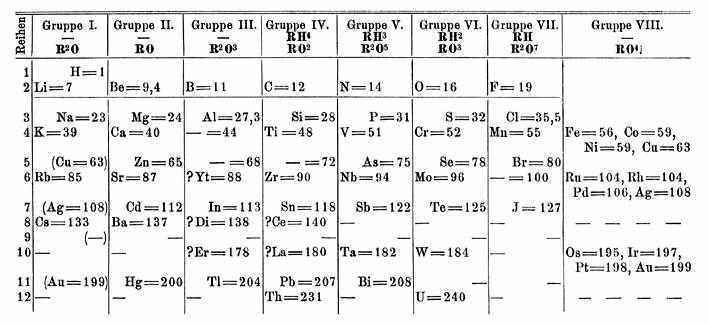
Mendelejews Periodensystem von 1871 mit einer Lücke für Actinium am unteren Rand, vor Thorium (Th = 231)

Das Actinium wurde im Jahr 1899 von dem französischen Chemiker André-Louis Debierne entdeckt, der es aus Pechblende isolierte und ihm zunächst Ähnlichkeiten mit dem Titan oder dem Thorium zuschrieb; seine Bezeichnung leitete er wegen der Radioaktivität von griechisch ἀκτίς aktís ‚Strahl‘ ab. Friedrich Giesel entdeckte das Element unabhängig davon im Jahr 1902 und beschrieb eine Ähnlichkeit zum Lanthan; er gab ihm den Namen Emanium, eine Bildung zu lateinisch emano ‚ausfließen‘, ebenfalls mit Bezug zur abgegebenen Strahlung. Nachdem Actinium und Emanium im Jahre 1904 als identisch erkannt worden waren, wurde Debiernes Namensgebung der Vorzug gegeben, da er es zuerst entdeckt hatte.
Die Geschichte der Entdeckung wurde in Publikationen von 1971 und später im Jahr 2000 immer noch als fraglich beschrieben. Sie zeigen, dass die Publikationen von 1904 einerseits und die von 1899 und 1900 andererseits Widersprüche aufweisen.

## Gewinnung und Darstellung
Da in Uranerzen nur wenig Actinium vorhanden ist, spielt diese Quelle keine Rolle für die Gewinnung. Technisch wird das Isotop 227Ac durch Bestrahlung von 226Ra mit Neutronen in Kernreaktoren hergestellt.
{\displaystyle \mathrm {^{226}_{\ 88}Ra\ +\ _{0}^{1}n\ \longrightarrow \ _{\ 88}^{227}Ra\ {\xrightarrow[{42,2\ min}]{\beta ^{-}}}\ _{\ 89}^{227}Ac} }
Die Zeitangaben sind Halbwertszeiten.
Durch den schnellen Zerfall des Actiniums waren stets nur geringe Mengen verfügbar. Die erste künstliche Herstellung von Actinium wurde im Argonne National Laboratory in Chicago durchgeführt.

## Eigenschaften

### Physikalische Eigenschaften
Das Metall ist silberweiß glänzend und relativ weich. Aufgrund seiner starken Radioaktivität leuchtet Actinium im Dunkeln in einem hellblauen Licht.
Actinium ist das namensgebende Element der Actinoiden, ähnlich wie Lanthan für die Lanthanoiden. Die Gruppe der Elemente zeigt deutlichere Unterschiede als die Lanthanoide; daher dauerte es bis 1945, bis Glenn T. Seaborg die wichtigsten Änderungen zum Periodensystem von Mendelejew vorschlagen konnte: die Einführung der Actinoide.

### Chemische Eigenschaften
Es ist sehr reaktionsfähig und wird von Luft und Wasser angegriffen, überzieht sich aber mit einer Schicht von Actiniumoxid, wodurch es vor weiterer Oxidation geschützt ist. Das Ac3+-Ion ist farblos. Das chemische Verhalten von Actinium ähnelt sehr dem Lanthan. Actinium ist in allen zehn bekannten Verbindungen dreiwertig.

## Isotope
Bekannt sind 26 Isotope, wovon nur zwei natürlich vorkommen. Das langlebigste Isotop 227Ac (Halbwertszeit 21,8 Jahre) hat zwei Zerfallskanäle: es ist ein Alpha- und Betastrahler. 227Ac ist ein Zerfallsprodukt des Uranisotops 235U und kommt zu einem kleinen Teil in Uranerzen vor. Daraus lassen sich wägbare Mengen 227Ac gewinnen, die somit ein verhältnismäßig einfaches Studium dieses Elementes ermöglichen. Da sich unter den radioaktiven Zerfallsprodukten einige Gammastrahler befinden, sind aber aufwändige Strahlenschutzvorkehrungen nötig.

## Verwendung
Actinium wird zur Erzeugung von Neutronen eingesetzt, die bei Aktivierungsanalysen eine Rolle spielen. Außerdem wird es für die thermoionische Energieumwandlung genutzt.
Beim dualen Zerfall des 227Ac geht der größte Teil unter Emission von Beta-Teilchen in das Thoriumisotop 227Th, aber ca. 1 % zerfällt durch Alpha-Emission zu Francium 223Fr. Eine Lösung von 227Ac ist daher als Quelle für das kurzlebige 223Fr verwendbar. Letzteres kann dann regelmäßig abgetrennt und untersucht werden.

## Sicherheitshinweise
Einstufungen nach der CLP-Verordnung liegen nicht vor, weil diese nur die chemische Gefährlichkeit umfassen und eine völlig untergeordnete Rolle gegenüber den auf der Radioaktivität beruhenden Gefahren spielen. Auch Letzteres gilt nur, wenn es sich um eine dafür relevante Stoffmenge handelt.

## Verbindungen
Nur eine geringe Anzahl von Actiniumverbindungen ist bekannt. Mit Ausnahme von AcPO4 sind sie alle den entsprechenden Lanthanverbindungen ähnlich und enthalten Actinium in der Oxidationsstufe +3. Insbesondere unterscheiden sich die Gitterkonstanten der jeweiligen Lanthan- und Actinium-Verbindungen nur in wenigen Prozent.
| Formel          | Farbe  | Symmetrie  | Raumgruppe      | Pearson-Symbol | a (pm) | b (pm) | c (pm) | Z | Dichte, g/cm3 |
| --------------- | ------ | ---------- | --------------- | -------------- | ------ | ------ | ------ | - | ------------- |
| Ac              | silber | fcc        | Fm3m (Nr. 225)  | cF4            | 531,1  | 531,1  | 531,1  | 4 | 10,07         |
| AcH2            |        | kubisch    | Fm3m (Nr. 225)  | cF12           | 567    | 567    | 567    | 4 | 8,35          |
| Ac2O3           | weiß   | trigonal   | P3m1 (Nr. 164)  | hP5            | 408    | 408    | 630    | 1 | 9,18          |
| Ac2S3           |        | kubisch    | I43d (Nr. 220)  | cI28           | 778,56 | 778,56 | 778,56 | 4 | 6,71          |
| AcF3            | weiß   | hexagonal  | P3c1 (Nr. 165)  | hP24           | 741    | 741    | 755    | 6 | 7,88          |
| AcCl3           |        | hexagonal  | P63/m (Nr. 176) | hP8            | 764    | 764    | 456    | 2 | 4,8           |
| AcBr3           | weiß   | hexagonal  | P63/m (Nr. 176) | hP8            | 764    | 764    | 456    | 2 | 5,85          |
| AcOF            | weiß   | kubisch    | Fm3m (Nr. 225)  |                | 593,1  |        |        |   | 8,28          |
| AcOCl           |        | tetragonal |                 |                | 424    | 424    | 707    |   | 7,23          |
| AcOBr           |        | tetragonal |                 |                | 427    | 427    | 740    |   | 7,89          |
| AcPO4 · 0,5 H2O |        | hexagonal  |                 |                | 721    | 721    | 664    |   | 5,48          |

### Oxide
Actinium(III)-oxid (Ac2O3) kann durch Erhitzen des Hydroxids bei 500 °C oder des Oxalats bei 1100 °C im Vakuum erhalten werden. Das Kristallgitter ist isotyp mit den Oxiden der meisten dreiwertigen Seltenerdmetalle.

### Halogenide
Actinium(III)-fluorid (AcF3) kann entweder in Lösung oder durch Feststoffreaktion dargestellt werden. Im ersten Fall gibt man bei Raumtemperatur Flusssäure zu einer Ac3+-Lösung und fällt das Produkt aus. im anderen Fall wird Actinium-Metall mit Fluorwasserstoff bei 700 °C in einer Platinapparatur behandelt.
Actinium(III)-chlorid (AcCl3) wird durch Umsetzung von Actiniumhydroxid oder -oxalat mit Tetrachlormethan bei Temperaturen oberhalb von 960 °C erhalten.
Die Reaktion von Aluminiumbromid und Actinium(III)-oxid führt zum Actinium(III)-bromid (AcBr3) und Behandlung mit feuchtem Ammoniak bei 500 °C führt zum Oxibromid AcOBr.

### Weitere Verbindungen
Gibt man Natriumdihydrogenphosphat (NaH2PO4) zu einer Lösung von Actinium in Salzsäure, erhält man weiß gefärbtes Actiniumphosphat (AcPO4 · 0,5 H2O); ein Erhitzen von Actinium(III)-oxalat mit Schwefelwasserstoff bei 1400 °C für ein paar Minuten führt zu schwarzem Actinium(III)-sulfid (Ac2S3).